# Cantone di Moncontour (Côtes-d'Armor)
Il Cantone di Moncontour era una divisione amministrativa francese dell'Arrondissement di Saint-Brieuc.
A seguito della riforma approvata con decreto del 13 febbraio 2014, che ha avuto attuazione dopo le elezioni dipartimentali del 2015, è stato soppresso.

## Composizione
Comprendeva 10 comuni:
- Bréhand
- Hénon
- Moncontour
- Penguily
- Quessoy
- Saint-Carreuc
- Saint-Glen
- Saint-Trimoël
- Trébry
- Trédaniel